# Huangcun (sockenhuvudort i Kina, Jiangxi Sheng, lat 29,77, long 116,32)
Huangcun är en sockenhuvudort i Kina. Den ligger i provinsen Jiangxi, i den sydöstra delen av landet, omkring 130 kilometer norr om provinshuvudstaden Nanchang. Antalet invånare är 15 905. Befolkningen består av 7 745 kvinnor och 8 160 män. Barn under 15 år utgör 21,0 %, vuxna 15-64 år 70 %, och äldre över 65 år 7,0 %.
Runt Huangcun är det tätbefolkat, med 427 invånare per kvadratkilometer. Närmaste större samhälle är Fuxing, 17,5 km nordost om Huangcun. Trakten runt Huangcun består till största delen av jordbruksmark.
Genomsnittlig årsnederbörd är 2 094 millimeter. Den regnigaste månaden är maj, med i genomsnitt 371 mm nederbörd, och den torraste är januari, med 69 mm nederbörd.